# Ploñger
Ploñger (en francès, Ploumoguer) és un municipi francès, situat a la regió de la Bretanya, al departament de Finisterre. L'any 2006 tenia 1.851 habitants.

## Demografia
| 1962                                       | 1968  | 1975  | 1982  | 1990  | 1999  | 2006 |
| ------------------------------------------ | ----- | ----- | ----- | ----- | ----- | ---- |
| 1 562                                      | 1 475 | 1 361 | 1 560 | 1 602 | 1 646 |      |
| Des de 1962: població sense dobles comptes |       |       |       |       |       |      |

## Administració
| Període | Identitat           | Partit |
| ------- | ------------------- | ------ |
| 2001-   | Jean-Hervé L'Hostis |        |